# Bracquemont
Bracquemont ist eine Commune déléguée in der französischen Gemeinde Petit-Caux mit 872 Einwohnern (Stand 1. Januar 2022) im Département Seine-Maritime in der Region Normandie.
Die Gemeinde Bracquemont wurde am 1. Januar 2016 mit 17 weiteren Gemeinden zur Commune nouvelle Petit-Caux zusammengeschlossen. Sie hat seither den Status einer Commune déléguée. Die Gemeinde Bracquemont gehörte zum Arrondissement Dieppe und zum Kanton Dieppe-2. 

## Geographie
Bracquemont liegt etwa fünf Kilometer ostnordöstlich des Stadtzentrums von Dieppe am Ärmelkanal. Zur Gemeinde gehörte der Ortsteil Puys.

## Bevölkerungsentwicklung
| Jahr                     | 1962 | 1968 | 1975 | 1982 | 1990 | 1999 | 2006 | 2013 |
| Einwohner                | 495  | 550  | 658  | 786  | 821  | 830  | 909  | 854  |
| Quelle: Cassini und INSE |      |      |      |      |      |      |      |      |

## Sehenswürdigkeiten

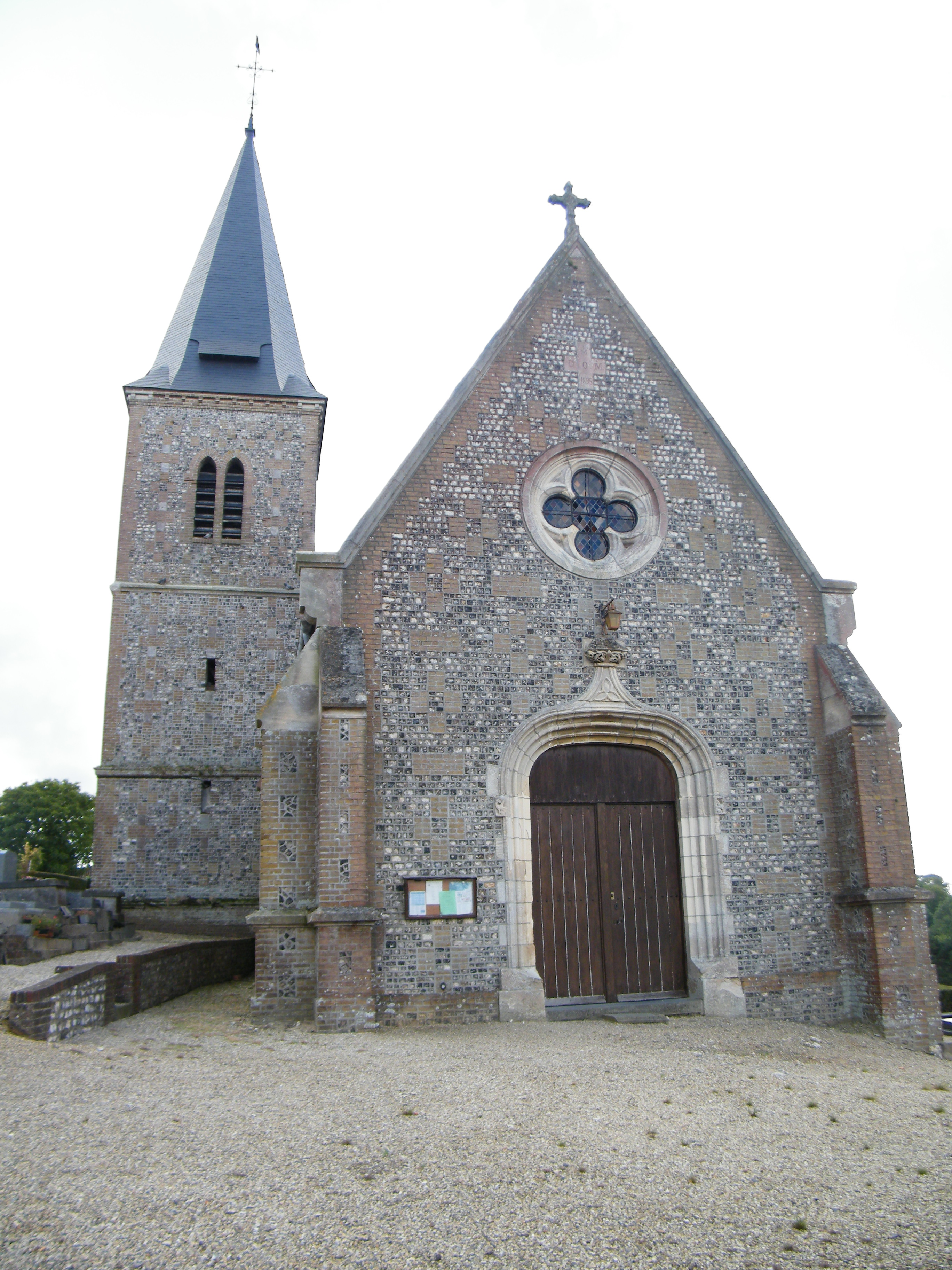
Kirche Notre-Dame

- Kirche Notre-Dame

## Persönlichkeiten
- Maurice Thiriet (1906–1972), Komponist, hier gestorben
- Henri Pequet (1888–1974), Flugpionier